# Thomas Dekker (cyklist)

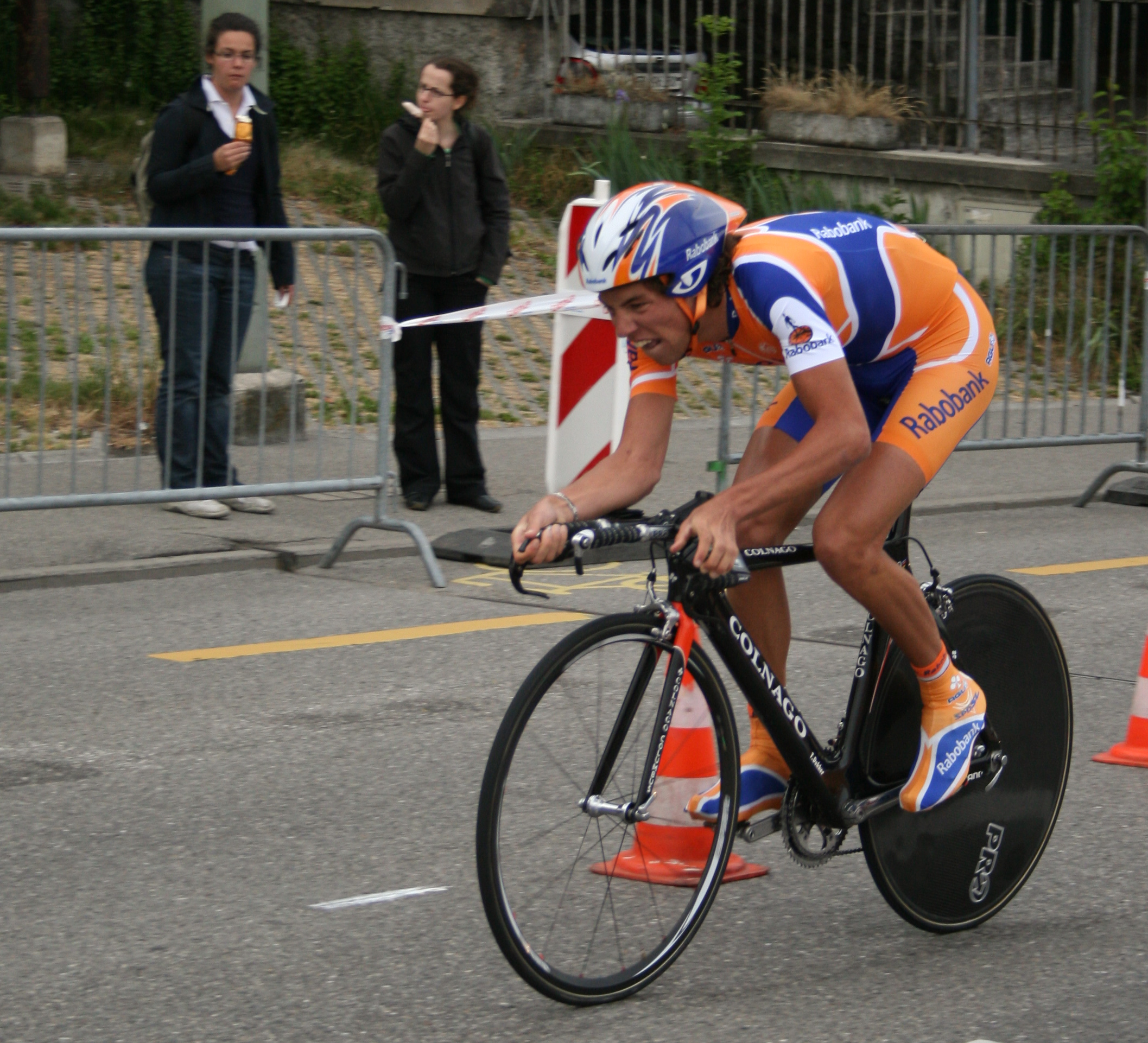
Thomas Dekker under Romandiet runt 2007, en tävling som han vann.

Thomas Dekker, född 6 september 1984 i Dirkshorn, Harenkarspel, Noord-Holland, är en nederländsk professionell tävlingscyklist. Som ung professionell cyklist kallades han för en av sin generations mest talangfulla cyklister, och var nära att vinna U23-världsmästerskapen i landsväg och tempo 2003 och 2004. Hans specialitet är tempolopp men han är också stark uppför.

## Karriär
Thomas Dekker blev professionell 2005 då han började tävla med det nederländska UCI ProTour-stallet Rabobank, med vilka han tävlade fram till och med mitten av säsongen 2008. Innan han blev professionell tävlade han för Rabobanks amatörstall. Inför säsongen 2009 blev den nederländska cyklisten kontrakterad av det belgiska stallet Silence-Lotto-Q8.
Dekker vann i början av säsongen 2006 det italienska etapploppet Tirreno–Adriatico. Han blev därmed den tredje nederländska cyklisten att vinna loppet, efter Joop Zoetemelk 1985 och Erik Dekker 2002. I mitten av 2007 vann han också Romandiet runt, som liksom Tirreno–Adriatico tillhör UCI ProTour. Samma år vann han också etapp sex på Schweiz runt.
Dekker gjorde sin Tour de France-debut under 2007 och slutade 35:a sammanlagt i tävlingen. Han slutade sexa i ungdomstävlingen. På tävlingens prolog i London slutade nederländaren åtta. I Tour de France sista tempolopp slutade han elva.
I slutet av juli 2008 kom nyheten att Rabobank och Thomas Dekker skulle gå skilda vägar efter det att nederländaren hade haft avvikande blodvärden. Tidigare under säsongen plockade stallet bort honom från Tour de France-truppen med motiveringen bristande form. Men Dekker själv sade att ingenting hade varit fel med hans blodvärden, vilket han också fick bekräftat av UCI, och Rabobanks ledning sade att det inte fanns något sådant fall med Dekker. I mitten av augusti avslutade stallet sitt kontrakt med Dekker, som egentligen varade till 2010, och nederländaren blev fri att finna ett nytt stall efter sex år i Rabobank. Anledningen till splittringen skulle vara att de två parterna hade "olika åsikter".
Det dröjde fram till slutet av september innan Thomas Dekker bestämde sig att fortsätta sin karriär under 2009, men då med det belgiska stallet Silence-Lotto. I juni slutade han trea på etapp 9, ett tempolopp, av Schweiz runt bakom Fabian Cancellara och Tony Martin. Silence-Lotto valde att stänga av Dekker när det blev känt att han hade testats positivt för EPO i december 2007, men det var först under 2009 som det kunde fastställas att provet var positivt.

## Meriter
2003
Prolog & etapp 2 Ster Elektrotoer
3:a, U23-världsmästerskapens linjelopp
2004
Prolog, etapp 5 & sammanställningen Olympia's Tour
 Nationsmästerskapens tempolopp
GP Eddy Merckx
En etapp, Tour de l'Avenir
Tour de Normadie
2:a, U23-världsmästerskapens tempolopp
2:a, U23-världsmästerskapens landsväg
2005
Etapp 2, Critérium International
 Nationsmästerskapens tempolopp
4:a, sammanställningen, Eneco Tour of Benelux
3:a, sammanställningen, Polen runt
3:a, etapp 6
1:a, etapp 7b
Grote Prijs Stad Zottegem
Derny Profgala
2006
Tirreno–Adriatico
9:a, sammanställningen, Eneco Tour of Benelux
2:a, Egmond-Pier-Egmond
2007
Trofeo Pollença
Romandiet runt
2:a, etapp 4
1:a, etapp 5
1:a, poängtävlingen
Etapp 6, Schweiz runt
5:a, sammanställningen, Eneco Tour of Benelux
2:a, etapp 2
3 Länder Tour
1:a, etapp 2
1:a, etapp 4
11:a, Världsmästerskapens linjelopp
8:a, Lombardiet runt
2008
2:a, etapp 2, Vuelta a Castilla y León
2:a, etapp 5, Vuelta a Castilla y León
2009
3:a, etapp 9, Schweiz runt

## Stall
- Rabobank 2005–2008
- Silence-Lotto-Q8 2009
- Chipotle Development Team 2011
- Garmin-Sharp 2012–